# 라마즈 셴겔리아
라마즈 셴겔리아(조지아어: რამაზ შენგელია; 1957년 1월 1일, 이메레티 주 쿠타이시 ~ 2012년 6월 21일, 트빌리시)는 조지아와 소련의 전 축구 선수로, 현역 시절 스트라이커로 활약했다.

## 클럽 경력
쿠타이시 출신인 셴겔리아는 1968년에 고향 토르페도 쿠타이시에서 축구를 시작했다. 그는 쿠타이시에서 4년을 보내며 소비에트 1부 리그에서 75번의 경기에 출전해 29골을 기록했고, 2시즌에 구단 득점 1위를 기록했다.
조지아 소비에트 사회주의 공화국의 2번째로 강력한 구단에서 성공적으로 활약한 그는 1977년에 디나모 트빌리시로 이적했다. 트빌리시 연고 구단의 감독인 노다르 아할카치는 쿠타이시로 가 셴겔리아와 그의 동료인 자마즈 코스타바의 성장을 주시했다. 둘 모두 이듬해 디나모 트빌리시와 계약했다.
셴겔리아는 트빌리시 1년차에 제바즈 첼레바제와 주전을 놓고 경쟁했다. 결국 셴겔리아는 1군에 녹아들어 1978년에 구단 득점 1위를 기록했다. 디나모는 역사상 통산 2번째 리그 우승을 기록했고, 셴겔리아는 디나모 키이우의 올레흐 블로힌과 스파르타크 모스크바의 게오르기 야르체프를 제치고 소련 올해의 축구 선수로 지명되었다.
1981년은 셴겔리아가 정점에 다다른 시즌이었다. 디나모는 유러피언 컵위너스컵 결승전에서 카를 차이스 예나를 이기고 우승했다. 셴겔리아는 대회에서 4골을 기록했다. 시즌 종료 후, 그는 발롱도르 후보에서 7위에 들었다. 그의 동료 둘도 발롱도르 후보로 지명되었는데, 알렉산드르 치바제는 8위에, 다비드 키피아니는 11위에 올랐다. 셴겔리아는 1981년에 또다시 소련 올해의 축구 선수로 지명되었다.
이듬해, 디나모는 유러피언 컵위너스컵 준결승전에서 스탕다르 리에주에 패했다. 그러나, 셴겔리아는 6골을 넣어 대회 득점왕에 등극했다.
셴겔리아는 1988년에 현역에서 은퇴했지만, 이듬해 번복하고 텐기즈 술라크벨리제와 함께 스웨덴의 홀름순에 입단했다. 홀름순은 당시 2부 리그에 속해 있었다. 셴겔리아는 스웨덴 리그에서 1년을 보내면서 13번의 경기에 출전해 2골을 넣었다.

## 국가대표팀 경력
셴겔리아는 소련 국가대표팀 경기에 26번 출전해 10골을 기록했는데, 1982년 월드컵 경기에도 5번 출전해 1골을 넣었다. 그는 자국을 대표로 5번의 월드컵 예선전 경기에 출전하기도 했다.

## 말년
소련 해체 후, 셴겔리아는 조지아 국가대표팀에서 알렉산드르 치바제 감독을 보좌했다. 이후, 그는 그의 은사이자 당시 조지아 축구 연맹장이었던 노다르 아할카치의 추천으로 조지아 축구 연맹에서 근무했다.
2012년 6월, 셴겔리아는 향년 55세에 뇌출혈로 영면에 들었다.
그의 고향 쿠타이시에 있는 축구장은 그의 이름을 따 명명되었다.

## 경력 통계

### 클럽
| 구단              | 시즌      | 리그 | 리그 | 컵   | 컵 | 유럽 | 유럽 | 기타 | 기타 | 합계 | 합계 |
| 구단              | 시즌      | 출장 | 골   | 출장 | 골 | 출장 | 골   | 출장 | 골   | 출장 | 골   |
| ----------------- | --------- | ---- | ---- | ---- | -- | ---- | ---- | ---- | ---- | ---- | ---- |
| 토르페도 쿠타이시 | 1973      | 1    | 0    | 0    | 0  | –    | –    | –    | –    | 1    | 0    |
| 토르페도 쿠타이시 | 1974      | 14   | 2    | 0    | 0  | –    | –    | –    | –    | 14   | 2    |
| 토르페도 쿠타이시 | 1975      | 33   | 15   | 1    | 0  | –    | –    | –    | –    | 34   | 15   |
| 토르페도 쿠타이시 | 1976      | 27   | 12   | 0    | 0  | –    | –    | –    | –    | 27   | 12   |
| 토르페도 쿠타이시 | 합계      | 75   | 29   | 1    | 0  | −    | −    | −    | −    | 76   | 29   |
| 디나모 트빌리시   | 1977      | 24   | 5    | 1    | 0  | 5    | 2    | –    | –    | 29   | 7    |
| 디나모 트빌리시   | 1978      | 28   | 15   | 6    | 1  | 4    | 2    | –    | –    | 38   | 18   |
| 디나모 트빌리시   | 1979      | 29   | 8    | 8    | 3  | 4    | 1    | –    | –    | 41   | 12   |
| 디나모 트빌리시   | 1980      | 32   | 17   | 6    | 1  | 4    | 2    | –    | –    | 42   | 20   |
| 디나모 트빌리시   | 1981      | 31   | 23   | 1    | 1  | 9    | 7    | –    | –    | 41   | 32   |
| 디나모 트빌리시   | 1982      | 26   | 16   | 2    | 1  | 6    | 2    | –    | –    | 34   | 19   |
| 디나모 트빌리시   | 1983      | 27   | 11   | 1    | 0  | 0    | 0    | –    | –    | 28   | 11   |
| 디나모 트빌리시   | 1984      | 29   | 9    | 3    | 2  | 0    | 0    | –    | –    | 32   | 11   |
| 디나모 트빌리시   | 1985      | 22   | 6    | 1    | 0  | 0    | 0    | –    | –    | 23   | 6    |
| 디나모 트빌리시   | 1986      | 3    | 0    | 0    | 0  | 0    | 0    | –    | –    | 3    | 0    |
| 디나모 트빌리시   | 1987      | 27   | 9    | 4    | 3  | 6    | 3    | 2    | 1    | 39   | 16   |
| 디나모 트빌리시   | 1988      | 5    | 1    | 1    | 0  | 0    | 0    | –    | –    | 6    | 1    |
| 디나모 트빌리시   | 합계      | 283  | 120  | 34   | 12 | 38   | 19   | 2    | 1    | 357  | 152  |
| 홀름순            | 1989      | 13   | 2    | 0    | 0  | 0    | 0    | –    | –    | 13   | 2    |
| 경력 합계         | 경력 합계 | 371  | 151  | 35   | 12 | 37   | 20   | 2    | 1    | 445  | 184  |

1. ↑  유러피언컵, UEFA컵, 그리고 유러피언 컵위너스컵 출전 기록 포함
2. ↑  소련 연맹컵 출전 기록 포함

### 국가대표팀 득점 목록
아래의 점수에서 왼쪽의 점수가 소련의 점수이며, 득점 열은 셴겔리아의 득점 당시 점수 상황을 나타낸다.
| #  | 날짜             | 경기장                                           | 상대           | 점수 | 결과 | 대회                 |
| -- | ---------------- | ------------------------------------------------ | -------------- | ---- | ---- | -------------------- |
| 1  | 1979년 3월 28일  | 소련, 심페로폴, 로코모티우 공화주의자 종합운동장 | 불가리아       | 2–0  | 3–1  | 친선경기             |
| 2  | 1979년 4월 19일  | 소련, 트빌리시, 디나모 경기장                    | 스웨덴         | 1–0  | 2–0  | 친선경기             |
| 3  | 1979년 5월 5일   | 소련, 모스크바, 레닌 중앙 경기장                 | 체코슬로바키아 | 2–0  | 3–0  | 친선경기             |
| 4  | 1979년 5월 19일  | 소련, 트빌리시, 디나모 경기장                    | 헝가리         | 2–2  | 2–2  | 유로 1980 예선전     |
| 5  | 1981년 9월 23일  | 소련, 모스크바, 레닌 중앙 경기장                 | 튀르키예       | 4–0  | 4–0  | 1982년 월드컵 예선전 |
| 6  | 1981년 10월 7일  | 튀르키예, 이즈미르, 아타튀르크 경기장            | 튀르키예       | 1–0  | 3–0  | 1982년 월드컵 예선전 |
| 7  | 1981년 10월 28일 | 소련, 트빌리시, 디나모 경기장                    | 체코슬로바키아 | 1–0  | 2–0  | 1982년 월드컵 예선전 |
| 8  | 1981년 10월 28일 | 소련, 트빌리시, 디나모 경기장                    | 체코슬로바키아 | 2–0  | 2–0  | 1982년 월드컵 예선전 |
| 9  | 1982년 5월 5일   | 소련, 모스크바, 레닌 중앙 경기장                 | 동독           | 1–0  | 1–0  | 친선경기             |
| 10 | 1982년 6월 22일  | 스페인, 말라가, 라 로살레다                      | 스코틀랜드     | 2–1  | 2–2  | 1982년 월드컵        |

## 수상

### 선수
디나모 트빌리시
- 소비에트 톱리그: 1978
- 쿠보크 SSSR: 1979
- 유러피언 컵위너스컵: 1980–81

소련 U-21
- 유럽 U-21 선수권 대회: 1980

개인
- 소련 올해의 축구 선수: 1978, 1981
- 소비에트 톱리그 득점왕: 1981 (23골)
- 유러피언 컵위너스컵: 1981–82 (6골)
- 유럽 U-21 선수권 대회 득점왕: 1980
- 그리고리 페도토프 클럽 일원
- 스포츠 명예 마스터 (1981)
- 소련 최고 축구 선수 33인
  - 1위: 1981
  - 2위: 1978, 1979, 1980
  - 3위: 1977
- 발롱도르 7위: 1981